# Alsószentmihályi rovásfelirat

## Az emlék

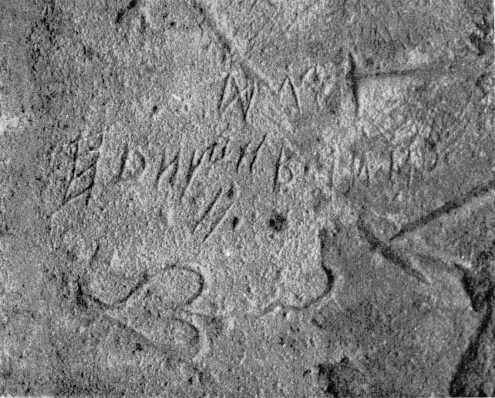
Az alsószentmihályfalvai steppei rovásfelirat fényképe

A kő, amire a feliratot készítették, újrahasznált volt a 10. században, ezt bizonyítja a rajta lévő levél szimbólum, ami gyakran alkalmazott ornamentális elem volt a régi római feliratoknál. Alsószentmihályfalva (románul Mihai Viteazul, Erdély, Románia) a hajdani Dacia provincia területén fekszik, amely a 3. sz. közepéig létezett. Dénes József kimutatta, hogy a kavaroknak kellett lenniük azoknak, akik megtelepedtek ezen a területen.

## A felirat olvasata
Az alsószentmihályfalvai rovásfeliratot Vékony Gábor régész fejtette meg először. steppei rovással írt szövegemlék. Vékony szerint az első sor: äbi atlïγ, a második sor: yüedi kür qaray (türk fonetikai lejegyzéssel). Jelentése: első sor: ‘Háza híres.’ Második sor: ’Jüedi Kür Karaita’, vagy: ‘Jüedi Kür (a) karaita.’. Vékony szerint a feliratot olyan kavar vezető készítette, aki karaita volt.

## Forrásművek
- Benkő, Elek (1972): Egy újabb rovásírásos emlék Erdélyből. (A szentmihályfalvi templom rovásfelirata). In: Magyar Nyelv. 1972, Vol. LXVIII, No. 4, pp. 453 and Appendix
- Dénes, József (1984-1985): A magyarok hét neme és hét országa (A magyar “törzsek” elhelyezkedése a Kárpát-medencében”). In: Móra Ferenc Múzeum Évkönyve, Szeged, 1991, pp. 571–577
- Györffy, György (1990): A magyarság keleti elemei. Budapest: Gondolat. ISBN 963-282-251-X
- Kristó, Gyula & Makk, Ferenc (2001): A kilencedik és a tizedik század története. In: Magyar Századok. Pannonica Kiadó, Ser. ed.: Szvák Gyula, 222 p. ISBN 963-9252-38-7
- Vékony, Gábor (1985): Késő népvándorláskori rovásfeliratok. In: Életünk Vol. XXII, No. 1, pp. 71–84
- Vékony Gábor (1997): Szkíthiától Hungáriáig: válogatott tanulmányok. Szombathely: Életünk Szerk. Magyar Írók Szövetsége. Nyugat-magyarországi Csoport. Ser.: Életünk könyvek. ISBN 963-7918-515.
- Vékony Gábor (2004): A székely írás emlékei, kapcsolatai, története. Budapest: Nap Kiadó. ISBN 963-9402-45-1
- Hosszú, Gábor (2011): Heritage of Scribes. The Relation of Rovas Scripts to Eurasian Writing Systems.  First Edition. Budapest: Rovas Foundation, https://books.google.hu/books?id=TyK8azCqC34C&pg=PA1 (angolul)

## Webes csatolások
- Alszószentmihályfalvai rovásfeliratról a RovásPédián